# Tipula (Microtipula) pritchardi pritchardi
Tipula (Microtipula) pritchardi pritchardi is een ondersoort van de tweevleugelige Tipula (Microtipula) pritchardi uit de familie langpootmuggen (Tipulidae). De ondersoort komt voor in het Neotropisch gebied.